# Helcogramma solorensis
Helcogramma solorensis är en fiskart som beskrevs av Fricke, 1997. Helcogramma solorensis ingår i släktet Helcogramma och familjen Tripterygiidae. Inga underarter finns listade i Catalogue of Life.